# Ratatouille : L'Aventure totalement toquée de Rémy
Pour les articles homonymes, voir Ratatouille (homonymie).
Ratatouille : L’Aventure totalement toquée de Rémy est une attraction du parc Walt Disney Studios à Disneyland Paris, ouverte le 10 juillet 2014.

## Histoire
C'est en 2008, lors de l'inauguration de Toy Story Midway Mania au parc Disney California Adventure, que John Lasseter vend la mèche aux journalistes présents : une attraction sur Ratatouille serait à l'étude pour Disneyland Paris.
À l'occasion de l'assemblée générale ordinaire du 28 février 2013, Disneyland Paris annonce officiellement l'attraction pour 2014.
Le 15 avril 2014, Disneyland Paris annonce l'ouverture de l'attraction pour le 10 juillet 2014, via les réseaux sociaux. Le 10 juillet 2014, l'attraction ouvre ses portes et le complexe attend un retour sur investissements de 32 millions d'euros.

## Les différentes attractions

### Parc Walt Disney Studios
L'attraction est un parcours scénique équipé de la technologie LPS (Local Positioning System). Elle est inspirée du film d'animation des studios Pixar, Ratatouille. Le budget de l'attraction est de 150 millions d'euros. Cette attraction plonge les visiteurs à la taille d'un rat en mélangeant décors réels, projections en relief, effets sensoriels, effet de chaleur ou de froid, et projection d'eau ; les visiteurs embarquent dans des véhicules de 6 places sur 2 rangées et doivent porter des lunettes 3 dimensions .  L'attraction était sponsorisé par le Crédit mutuel.

#### La Place de Rémy

Place de Rémy à Disneyland Paris.

La construction de l'attraction s'accompagne d'une zone appelée « La Place de Rémy » qui s'inspire de l'architecture haussmannienne comprenant : 
- Une boutique, Chez Marianne Souvenirs de Paris, ouverte séparément de la zone et de l'attraction, le 28 novembre 2014. Celle-ci est séparée en deux parties, l’une dédiée aux produits représentant Paris et l’autre aux produits du film d’animation Ratatouille ainsi qu’aux sucreries.
- Des toilettes.
- Et occasionnellement de petites cabanes à nourriture dans le thème des régions de France.
- Un restaurant, le Bistrot chez Rémy. Tout comme dans l'attraction, le décor est construit de sorte que le visiteur se sente à la hauteur d’un rat. Les sièges prennent la forme d’immenses bouchons de champagne ou de capsules et les tables de couvercles de confitures. C’est une reproduction presque exacte du restaurant de Rémy que nous voyons dans la dernière scène de l’attraction ainsi que du restaurant de Rémy illustré dans le film d’animation Ratatouille notamment par le plafond en feuilles et en guirlande. D’une capacité assise de 370 couverts, ce restaurant offre aux visiteurs la possibilité de faire une pause en dégustant une cuisine française traditionnelle. De plus, le restaurant est visible à la fin de l'attraction.

#### Données techniques
Cette attraction bénéficie du système Disney Premier Access
- Ouverture : 10 juillet 2014
- Conception : Walt Disney Imagineering
- Musique : Michael Giacchino
- Durée : 5m 20s
- Capacité des véhicules : 6 personnes (2 rangées de 3 personnes)
- Type d'attraction : parcours scénique 4D (3D + effets sensoriels)

### Epcot

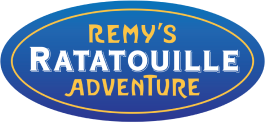
Logo de l'attraction d'EPCOT.

Le 15 juillet 2017, Walt Disney Parks and Resorts annonce, lors du D23, la construction d'une nouvelle version de l'attraction au pavillon français d'Epcot,. Le 10 octobre 2017, un permis de construire déposé par Walt Disney World Resort dévoile la future attraction Ratatouille. L'entrée de l'attraction se fait par une nouvelle place située derrière le pavillon, avec un accès par le long de la berge au nord, et l'attraction occupe un bâtiment situé entre les pavillons français et marocain.
À l'occasion du D23 de 2018, le nom officiel de la version floridienne est annoncée : Remy's Ratatouille Adventure,.
Après des retards de construction et l'impact de la pandémie de Covid-19, l'attraction a ouvert ses portes le 1er octobre 2021, à l'occasion du 50e anniversaire du Walt Disney World Resort et du 39e anniversaire d'Epcot, ainsi qu'un nouveau restaurant, La Crêperie de Paris, situé à proximité de l'attraction.